# Italiano regionale
L'italiano regionale è ognuna delle varietà della lingua italiana, specifica di un'area geografica, che possiede caratteristiche intermedie tra il cosiddetto "italiano standard" e gli altri idiomi di uso locale (lingue o dialetti che siano).

## Continuumtra italiano e dialetto
I dialetti lasciano delle impronte regionali più o meno marcate sull'italiano parlato da chiunque. Anche parlando italiano, i parlanti di diverse regioni mostreranno differenze ai vari livelli (lessicale, fonologico, morfologico, sintattico e prosodico), laddove l'aspetto della pronuncia ha un ruolo preponderante. Sono poche le eccezioni a questa regola e possono comprendere poche persone che, in virtù di una particolare situazione (esempio: corsi di dizione), sono riuscite ad acquisire un italiano privo di tratti regionali.
L'italiano regionale è quindi osservabile anche in parlanti colti: in questo, si distingue dall'italiano popolare perché quest'ultimo è caratterizzato da evidenti limiti nella conoscenza delle norme linguistiche (ad esempio grammaticali) da parte dei parlanti, per quanto le due etichette di italiano regionale e popolare possono benissimo essere attribuite entrambe allo stesso enunciato della lingua parlata.
Esiste un continuum, una serie di forme gradualmente diverse, tra italiano neutro e dialetto, passando da una parlata percepita come strettamente dialettale per arrivare alle parlate appena riconoscibili per la provenienza del parlante, spesso considerate "corrette" da chi ascolta. Queste variazioni sono percettibili all'interno della stessa località nello stesso momento (continuum dal punto di vista sincronico), in base alle caratteristiche sociolinguistiche dei parlanti e in base al contesto. La scala di varietà intermedie tra italiano neutro e dialetto è stata descritta, usando diversi termini, dai diversi studiosi.

## Continuumtra italiani regionali
In genere è possibile parlare anche di un continuum, di un passaggio graduale tra i vari italiani regionali, dato che neanche tra le varie regioni linguistiche ci sono confini netti: diremo che il continuum è in questo caso di natura diatopica, quindi variabile gradualmente da un posto all'altro. Quali e quanti siano gli italiani regionali è questione ampiamente discussa, dato che le varie fonti vanno da tre regioni linguistiche a una ventina.

## Continuumstorico dai dialetti all'italiano regionale
L'italiano regionale è il prodotto nato in maniera organica in un contesto storico: partendo da una situazione di monolinguismo basato sui dialetti locali, laddove il toscano era una parlata conosciuta da molti ma praticata da pochi, l'unificazione linguistica e politica dell'Italia è proceduta cercando, se non di unificare, di avvicinare le varie popolazioni con le loro tradizioni linguistiche. L'italiano regionale è un prodotto di questa tendenza storica. Il parlante medio di dialetto, sempre più scolarizzato, assume una padronanza sempre maggiore dell'italiano neutro, pur continuando spesso a conoscere il dialetto della zona e pur potendo cadere ogni tanto nella trappola dell'ipercorrettismo, correggendo quindi forme dialettali senza sapere che sarebbero ammissibili anche nella norma grammaticale dell'italiano. Essendo stato anche questo un processo di apprendimento graduale (alfabetizzazione, migrazione interna, servizio militare, media), anche in tal caso si può parlare di un continuum, di un percorso graduale attraverso i decenni se non addirittura attraverso i secoli (dunque di un continuum sull'asse diacronico).

## Caratteristiche degli italiani regionali

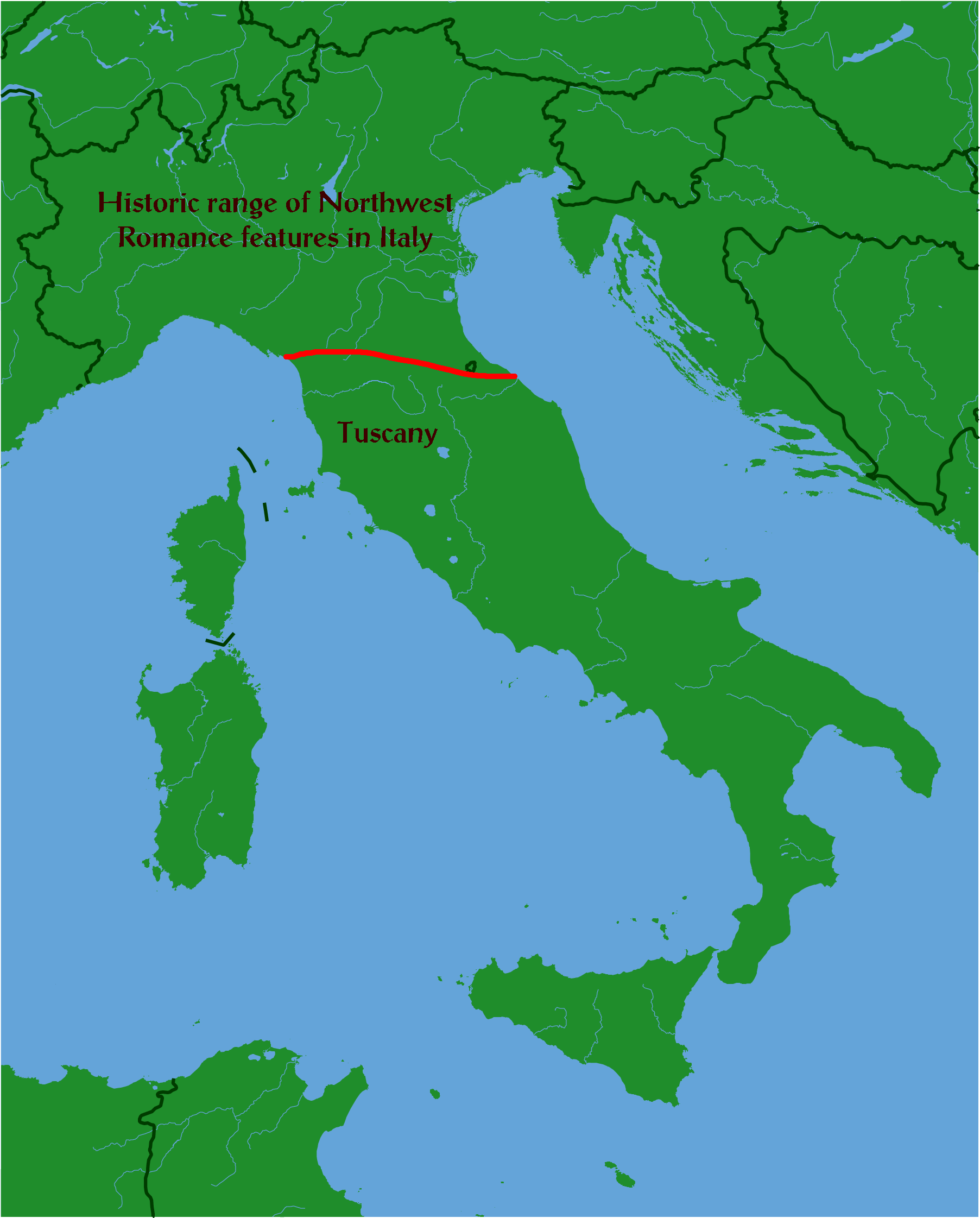
In rosso, la linea La Spezia-Rimini.

Stabilire confini precisi è molto difficile in sede di linguistica, e quest'operazione al limite può essere compiuta per singoli fenomeni (ad esempio la diversa realizzazione di un suono), ma non per l'insieme di essi: si dovrà quindi procedere in parte per astrazioni. In generale si chiama isoglossa una linea immaginaria che segna il confine di un fenomeno linguistico. La linea detta tradizionalmente La Spezia-Rimini (anche se attualmente sarebbe spostata verso la linea Massa-Senigallia) è un'isoglossa di importanza fondamentale per l'Europa del Sud, che delimita un insieme di lingue nazionali e dialetti caratterizzati da fenomeni simili e che si differenziano da altri per questi stessi fenomeni.
Detta linea immaginaria si usa in questa sede per definire non solo un confine tra gruppi dialettali, ma anche tra gli italiani regionali settentrionali da una parte e gli italiani centrali e meridionali dall'altra. Altre zone abbastanza ben definite sono quella toscana, quella meridionale estrema (parte peninsulare della Calabria, Salento e Sicilia) nonché quella del sardo, che gioca un ruolo a sé stante.
Sulla base di confini come La Spezia-Rimini oppure della Ancona-Roma si propongono qui alcuni gruppi di italiano regionale

## Area settentrionale
L'italiano del Settentrione è caratterizzato da una diversa distribuzione delle e e delle o aperte e chiuse ([e, ɛ, o, ɔ]) rispetto al modello fiorentino. Ad esempio a Milano si sente la e aperta in posizione tonica in fine di parola (perché [per.ˈkɛ]) o in corpo di parola in sillaba chiusa (cioè seguita da consonante: stesso [ˈstɛs.so]) e la e chiusa invece in corpo di parola in sillaba aperta (cioè non seguita da consonante: bene [ˈbeː.ne]). Fatta eccezione per l'estremo Levante ligure, in Liguria e in particolar modo nel capoluogo è presente il fenomeno opposto: c'è la tendenza a chiudere tutte le e anche laddove l'italiano neutro non lo prevede. A Genova, per esempio, i nomi Mattèo, Irène, Emanuèle e il nome stesso della città sono pronunciati con la e chiusa; inoltre non esiste differenza nella pronuncia della parola pesca, sia che si intenda il frutto, sia che ci si riferisca all'atto del pescare.
Caratteristica del Nord in opposizione al Sud è la s sempre sonora ([z]) in posizione intervocalica, laddove nel Mezzogiorno essa è sempre sorda: [ˈkɔː.za] vs. [ˈkɔː.sa]. Sempre in opposizione al Sud, il Settentrione si caratterizza per la quasi totale assenza del raddoppiamento fonosintattico in inizio di parola (dopo vocale) e l'abbandono totale o quasi del passato remoto (la cui mancanza è sopperita dal passato prossimo) nelle forme verbali, in quanto non più presente nella maggioranza degli idiomi gallo-italici.
Si nota inoltre l'uso diffuso dell'articolo determinativo abbinato ai nomi propri femminili (la Giulia) in quasi tutto il Settentrione (così come in molte aree toscane), mentre l'articolo determinativo abbinato ai nomi maschili (il Carlo) è tipico della Lombardia.
Nel lessico sono in uso parole come anguria (comune anche in Sardegna e Sicilia) invece di cocomero, bologna per mortadella (ma non dappertutto), in parte nel senso di "accanto" (nella Lombardia orientale), piuttosto che nel senso di "oppure" e non di "invece" ecc. Quest'ultimo, in particolare, è un costume che ha preso a diffondersi anche in altre zone d'Italia, suscitando la preoccupazione dei linguisti, in quanto adoperato con accezione semantica in contrasto con quella dell'Italiano neutro.

## Toscana
In Toscana e soprattutto a Firenze è molto nota la gorgia, vale a dire la cosiddetta aspirazione (in realtà i foni sono consonanti fricative) delle consonanti occlusive sorde in posizione posvocalica, anche in inizio di parola se la parola precedente finisce per vocale: la casa [la ˈhaː.sa], fino anche al suo totale dileguo. A livello di struttura fonematica si registra la mancanza del dittongo ascendente uo (ova, scola, bona...), mentre nella sintassi è in uso un sistema tripartito degli aggettivi dimostrativi questo - codesto - quello, per indicare l'oggetto vicino rispettivamente al parlante (prima persona), all'interlocutore (seconda persona), o a nessuno dei due (terza persona). Notiamo anche l'uso della formula impersonale alla prima persona plurale, (noi) si va, (noi) si è andati, (noi) si è lavorato, e l'uso del pronome te come soggetto di seconda persona singolare (Te che fai stasera?) oppure, in fiorentino, Te che tu fa(i) stasera?. Diversi sono i casi di tale fenomeno anche nella lingua scritta. Inoltre, è tipico di diverse zone della Toscana, ma comune anche ad altre regioni, l'uso dell'articolo prima del nome proprio femminile (l'Elena, la Giulia); l'articolo davanti ai cognomi è passato alla lingua letteraria, specie per personaggi del passato (il Manzoni), però in Toscana si usa anche per persone comuni, non famose: il Rossi, la Mancini ecc. Nel lessico si registrano l'uso di spenge invece di spegne, oppure parole come balocco (per giocattolo), babbo (per papà), rena (per sabbia), cencio (per panno), granata (per scopa), ecc. Bisogna specificare che tutti questi termini, anche se meno usati in altre regioni o parzialmente desueti come balocco, rientrano a pieno titolo nel lessico italiano e non possono essere classificati come regionalismi; mentre, ad esempio, il termine schiacciata al posto di focaccia o l'uso di popone al posto di melone possono rientrare in questa definizione, poiché non sono riconoscibili dagli italofoni di altre regioni.

## Area centrale

### Dialetti mediani
I dialetti dell'Italia centrale sono parlati nelle Marche (province di Ancona, Macerata e Fermo), in Umbria, nella parte più meridionale della Toscana, nell'estremo ovest dell'Abruzzo e nel Lazio (escluso l'estremo sud della regione).

### Romanesco
A Roma si registra l'affricazione della s davanti a consonante nasale (insomma [in.ˈtsom.ma], comune anche alla Toscana non fiorentina), ed il raddoppiamento della b e della g (abile [ˈab.bi.le], regina [redˈdʒiː.na]). Diffusissima è l'apocope della sillaba finale della parola (ma' per "mamma", anda' per "andare" ecc.). Nella sintassi si registra l'uso dell'indicativo in dipendenza dei verba putandi ("credo che torna"), nel lessico parole come pupo, caciara, pedalini (calze), straccali, ecc.

## Area centromeridionale
Anche nel Meridione si registra una diversa distribuzione delle vocali chiuse e aperte, diversa però da quella settentrionale: in Calabria, Salento e Sicilia si hanno infatti solo i timbri aperti ([ɛ, ɔ]), mentre nelle altre regioni le discrepanze rispetto alla pronuncia neutra sono minori (seppur rilevanti) e non omogenee (es. la pronuncia "giòrno" con o aperta è molto diffusa in Campania); sul lato adriatico sono più evidenti, come in certe aree dell'Abruzzo centro-orientale (Chieti-Sulmona), in gran parte della Puglia centro-settentrionale (Foggia-Bari-Taranto), e nella Basilicata orientale (Matera), dove è presente il cosiddetto isocronismo sillabico: le vocali in sillaba libera sono tutte pronunciate chiuse e quelle in sillaba complicata tutte aperte (vedasi il noto esempio "un póco di pòllo"); addirittura nell'area teramana (Abruzzo settentrionale), e fino all'altezza di Pescara, le vocali vengono pronunciate con un unico suono aperto (ad es. "dòve volète andare stasèra?"), presentando così un'inspiegabile coincidenza con gli esiti fonetici meridionali estremi, pur non essendoci con essi alcun collegamento diretto.
Come già detto, qui la s intervocalica è sempre sorda, ed è frequente l'uso del passato remoto anche per tempi prossimi. Come per l'Italia centrale, sono comuni il raddoppiamento delle b e delle g e, sebbene in misura minore, l'affricazione della s in parole come "insomma", "falso", ecc. Prevalente poi (anche questo come in Italia centrale) è la posposizione del pronome possessivo, che viene collocato dopo il sostantivo (il libro mio), fino a giungere, in alcuni dialetti, a una vera e propria fusione.

## Sardegna
L'italiano regionale dell'isola è caratterizzato da una situazione peculiare; basti ricordare tra l'altro che da tempo molti parlanti riconoscono il sardo come la propria lingua, ovvero di riconoscerla come madrelingua.
Si registrano deviazioni dall'italiano standard a livello strutturale (ad esempio "già" come rafforzativo: già lo farò, già andrò, o al presente: già mi piace), sintattico (es. verbo alla fine, antifrasi con intento sarcastico attraverso l'impiego di "già", in maniera analoga al tedesco ja... schön: "già è poco bello" = è molto bello, calco dal sardo jài est pagu bellu), grammaticale (riflessivi e pronominali con l'ausiliare avere: "me l'ho comprato, te l'hai preso?", da mi ddu/lu apo comporau, ti ddu/lu as pigau?), fonetico, e lessicale.
Il lessico presenta numerosi termini sconosciuti fuori dell'isola, soprattutto per influenza diretta delle lingue locali (e.g. "scacciacqua" dal sardo parabba/paracua "impermeabile", "continente" e "continentale" nell'accezione volta a indicare il resto d'Italia, etc.). L'impiego di sardismi potrebbe involontariamente riflettere ignoranza della lingua originale, nel caso in cui si faccia uso di forme singolari in italiano declinate al plurale sardo, quali "il tenores", "una seadas", etc.). Sono dovute a calchi, specie dal sardo, forme come cassare per dire "prendere, acchiappare" (classificandosi così come un falso amico rispetto al significato di "rimuovere, cancellare" in italiano neutro) e furare, come sinonimo di "rubare": "lo hanno cassato furando nel negozio" (calco sintattico: "ddu/lu ant cassau furendi/furande in sa butega"); altri termini non hanno un'origine locale, come canadese ("tuta da ginnastica"). Furando, così, al gerundio, poiché in sardo il gerundio e il participio presente si sono fusi. Viene usato il gerundio invece dell'infinito in frasi come "ho visto a Marco uscendo di casa" (calco dal sardo "apo bidu a Marcu bessende dae domo" oppure "apu biu a Marcu bessendi de domu") al posto di "ho visto Marco uscire da casa". Altra caratteristica è l'uso della preposizione "a" per introdurre il complemento oggetto.
Foneticamente, si ha un fenomeno di metafonesi: le e e le o toniche si pronunciano chiuse ([e, o]) se sono seguite da una vocale chiusa (i,u) e aperte se seguite da una vocale aperta (a, e, o). È inoltre tipicamente diffuso il rafforzamento delle consonanti, per esempio la v, con possibili fenomeni di ipercorrettismo.

## Svizzera
In virtù di speciali peculiarità, le varietà di italiano parlate nella Svizzera italiana non vengono in genere considerate come forme di italiano regionale vero e proprio, anche se condividono alcune caratteristiche con questo.